# Malmella
Malmella is een geslacht van vlinders van de familie Megalopygidae.

## Soorten
- M. nigricollis Hopp, 1927
- M. strigiprima Dognin, 1914